# Edmar Mednis
Edmar John Mednis (* 22. März 1937 in Riga als Edmārs Mednis; † 13. Februar 2002 in Queens) war ein US-amerikanischer Schachspieler und -autor lettischer Herkunft.

## Leben
1944 verließ er mit seinen Eltern Lettland, lebte für kurze Zeit in einem deutschen Flüchtlingslager und immigrierte dann in die USA. Er besuchte die High School in New York City und absolvierte später eine Ausbildung als Chemieingenieur. Im Schach galt er zu dieser Zeit als hoffnungsvolles Talent.
1955 nahm er an der Juniorenweltmeisterschaft in Antwerpen teil und belegte dort den 2. Platz hinter Boris Spasski, gegen den er ein Remis erzielte. Dies sollte allerdings der größte Turniererfolg seiner Schachlaufbahn bleiben.
In den folgenden Jahren nahm er an mehreren Landesmeisterschaften der USA teil. Seine beste Platzierung war ein geteilter dritter Platz 1961/62. Ein Jahr später gelang es ihm als erstem Spieler, eine Partie gegen Bobby Fischer bei einer US-Meisterschaft zu gewinnen. Fischer hatte in einer ausgeglichenen Stellung gegen den von ihm unterschätzten Mednis zu riskant auf Gewinn gespielt.
1962 und 1970 spielte er für die USA jeweils als zweiter Reservespieler bei der Schacholympiade und erzielte dabei 12 Punkte aus 18 Partien.
1974 erhielt er den Titel eines Internationalen Meisters. 1978 wurde ihm die Verleihung des Großmeistertitels vom Weltschachbund FIDE verweigert, da er nicht die erforderlichen Normen vorweisen konnte. Zwei Jahre später erhielt er diesen Titel dann aber doch.
1979 erhielt er einen Freiplatz für das Interzonenturnier in seiner Geburtsstadt Riga, belegte dort jedoch nur den 16. Platz von 18 Teilnehmern.
Später arbeitete er überwiegend als Trainer und trat als Schachexperte im amerikanischen Fernsehen auf.
Er war verheiratet mit Baiba Mednis und hatte zwei Kinder, Sari und Mariss.
Mednis’ letzte Elo-Zahl betrug 2381, seine höchste Elo-Zahl von 2510 erreichte er im Januar 1979.

## Werk
Mednis erarbeitete sich einen guten Ruf als Autor von Schachbüchern, von denen viele auch in andere Sprachen übersetzt wurden. Er galt als Endspielexperte und hatte eine regelmäßige Kolumne Practical Endgames in Chess Life, der Zeitschrift der United States Chess Federation. Material daraus verarbeitete er später in seinem 1978 erschienenen Buch Practical endgame lessons.
Sein erstes Buch How to beat Bobby Fischer (ISBN 0-8129-0469-9) erschien 1974. Es enthält 61 Verlustpartien Fischers, die Mednis (dessen Gesamtbilanz gegen Fischer allerdings fünf Niederlagen bei einem Sieg und einem Remis aufweist) analysiert. Das Buch wurde 1981 ins Russische und 1993 ins Deutsche übersetzt.
1975 erschien How Karpov wins (ISBN 0-679-13045-4, deutsche Ausgabe 1982 unter dem Titel So gewinnt Karpow), eine Partiensammlung von Anatoli Karpow.
Weitere Bücher von ihm sind:
- How to beat the Russians (1978, ISBN 0-679-13376-3)
- How to play good opening moves (1982, ISBN 0-679-13377-1, deutsch: Spiele gute Eröffnungszüge)
- King power in chess (1982, ISBN 0-679-13450-6, deutsch: Die Macht des Königs im Schach)
- Practical rook endings (1982, ISBN 0-931462-16-9, deutsch: Turmendspiele)
- From the opening into the endgame (1983, ISBN 0-08-026917-6, deutsch: Aus der Eröffnung ins Endspiel)
- From the middlegame into the ending (1987, ISBN 0-08-032037-6, deutsch: Vom Mittelspiel zum Endspiel)
- Questions & answers on practical endgame play (1987, ISBN 0-931462-69-X)
- How to beat a superior opponent (1989, ISBN 0-945806-01-9, deutsch: Wie schlage ich überlegene Gegner)
- How to be a complete tournament player 1991, ISBN 1-85744-018-8, deutsche Ausgabe: Wie wird man ein guter Turnierspieler, Joachim Beyer Verlag, Eltmann 2013, ISBN 978-3-940417-15-2.
- Strategic chess (1993, ISBN 0-945806-11-6, deutsch: Strategisches Schach)
- Practical opening tips (1997, ISBN 1-85744-186-9, deutsch: Praktische Eröffnungstips)
- Practical endgame tips (1997, ISBN 1-85744-213-X, deutsch: Praktische Endspieltips)
- Practical middlegame tips (1998, ISBN 1-85744-211-3, deutsch: Praktische Mittelspieltips)

Neben seinen Schachbüchern produzierte Mednis auch einige Lehrvideos in englischer Sprache.